# Ixodes baergi
Ixodes baergi este o specie de căpușe din genul Ixodes, familia Ixodidae, descrisă de Cooley și Glen M. Kohls în anul 1942. Conform Catalogue of Life specia Ixodes baergi nu are subspecii cunoscute.